# Bearnés

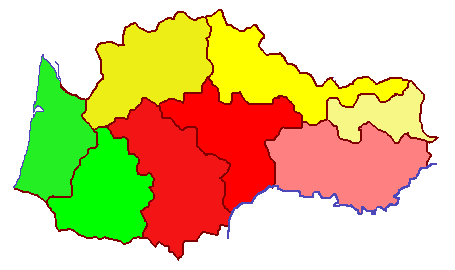
Variación dialectométrica del dominio del occitano según Hans Goebl. El bearnés, en verde vivo, es uno de los dialectos más occidentales del gascón, representado en tonos de verde.

El bearnés, gascón bearnés, gascón bernés, o gascón biarnés, es un idioma hablado en el Bearne o Biarn (parte del departamento de Pirineos Atlánticos), al norte de Alto Aragón, Provincia de Huesca, y Navarra. La lengua bearnesa, que forma parte del gascón, es una de las tres lenguas del grupo lingüístico occitano-románico, junto al occitano y al catalán.
La lingüística no distingue entre los idiomas bearnés y gascón; estas lenguas forman un conjunto homogéneo dentro del triángulo Pirineos-Atlántico-Garona. A causa de su parentesco con el euskera, se pueden considerar el bearnés y el gascón como vasco-románicos, o más bien aquitano-románicos. Los especialistas piensan que tiene su origen en el latín, pero también en el protoeuskera o aquitano. Los bearneses y gascones son los hermanos romanizados de los vascos, descendientes de los vasco aquitanos y no son occitanos.[cita requerida]
La originalidad del bearnés y su différencia con el gascón radica en la historia de Bearne, un vizcondado que se convirtió en un principado soberano con Gastón Fébus.
Desde mediados del siglo XIII hasta la Revolución Francesa, el bearnés fue la lengua institucional de este territorio. La scripta definida por los actos administrativos y judiciales se adoptó fuera de los límites del Bearn, no sólo en parte de Gascuña, sino también en ciertos territorios vascos.
La lengua francesa ejerció una influencia creciente en Bearne desde mediados del siglo XVI, y su anexión como provincia francesa en 1620 no hizo sino acelerar este movimiento. El uso del bearnés como lengua institucional terminó con la Revolución, limitándose su uso a la cultura popular. Cyprien Despourrins, Xavier Navarrot y Alexis Peyret, por ejemplo, dan vida a los bearneses a través de sus obras. Desde la segunda mitad del siglo XIX hasta la primera mitad del siglo XX, el bearnés conoció un proceso de estandarización, especialmente por parte de Vastin Lespy, Simin Palay y Jean Bouzet.
El bearnés siguió siendo la lengua mayoritaria de los bearneses en el siglo XVIII. No fue hasta la segunda mitad del siglo XIX cuando su uso disminuyó en favor del francés. El sistema educativo de Francia entró en conflicto directo con el uso de las lenguas regionales en el último tercio del siglo XIX y hasta la primera mitad del siglo XX, lo que provocó un claro descenso de la transmisión del bearnesa en el seno de la familia a partir de los años 50. En 1980 se creó la primera escuela de calandreta en Pau, lo que permitió recuperar la enseñanza de la lengua. El número de hablantes de bearneses es difícil de estimar. Una encuesta realizada en 2008 arroja la cifra de entre el 8 y el 15 % de hablantes, según la definición elegida. El bearnés /gascón está clasificado como en peligro de extinción por la Unesco.

## Hablantes
Era antiguamente la lengua materna de los habitantes de Bearne, muy extendida hasta hace tan sólo sesenta años y después en declive.
Desde los años 1970 conoce un cierto renacimiento. En particular, las calandretas son escuelas bilingües occitano-francesas. La primera abrió sus puertas en Pau en 1979.
Un sondeo de 1982 en el territorio de Bearne daba a conocer que hasta un 51 % de la población habla bearnés, el 70 % lo entiende y un 85 % se declara a favor de la protección de la lengua.

## Descripción lingüística

### Clasificación
Desde el punto de vista filogenético el bearnés es una variedad del gascón, idioma que forma parte de la familia de las lenguas occitanorromances.

### Variedades del gascón
Cerca de los Pirineos, de oeste a este, son los gascons :
- Bearnés (en Bearn donde fue oficial)[2]
- Bigurdán (en Bigorra)
- Comingés (en Cominges)
- Aranés (en el Valle de Arán, donde es oficial)

## Historia
El bearnés se utilizó en Bearne desde el siglo XIII para documentos administrativos y legales.
En el siglo XIV Gastón Fébus, conde de Foix y vizconde de Bearne, consiguió formar un cuasi Estado independiente que incluía gran parte de la vertiente norte de los Pirineos.
En octubre de 1620, Bearn fue incorporado a la Corona de Francia por Luis XIII de Francia, hijo y sucesor del rey Enrique IV de Francia y de Navarra.
El bearnés siguió siendo hablado por la mayoría de la población.[cita requerida]
A finales del siglo XVIII, la Revolución francesa disolvió todos los Parlamentos e instituciones provinciales y proclamó el francés única lengua oficial.

## Geografía

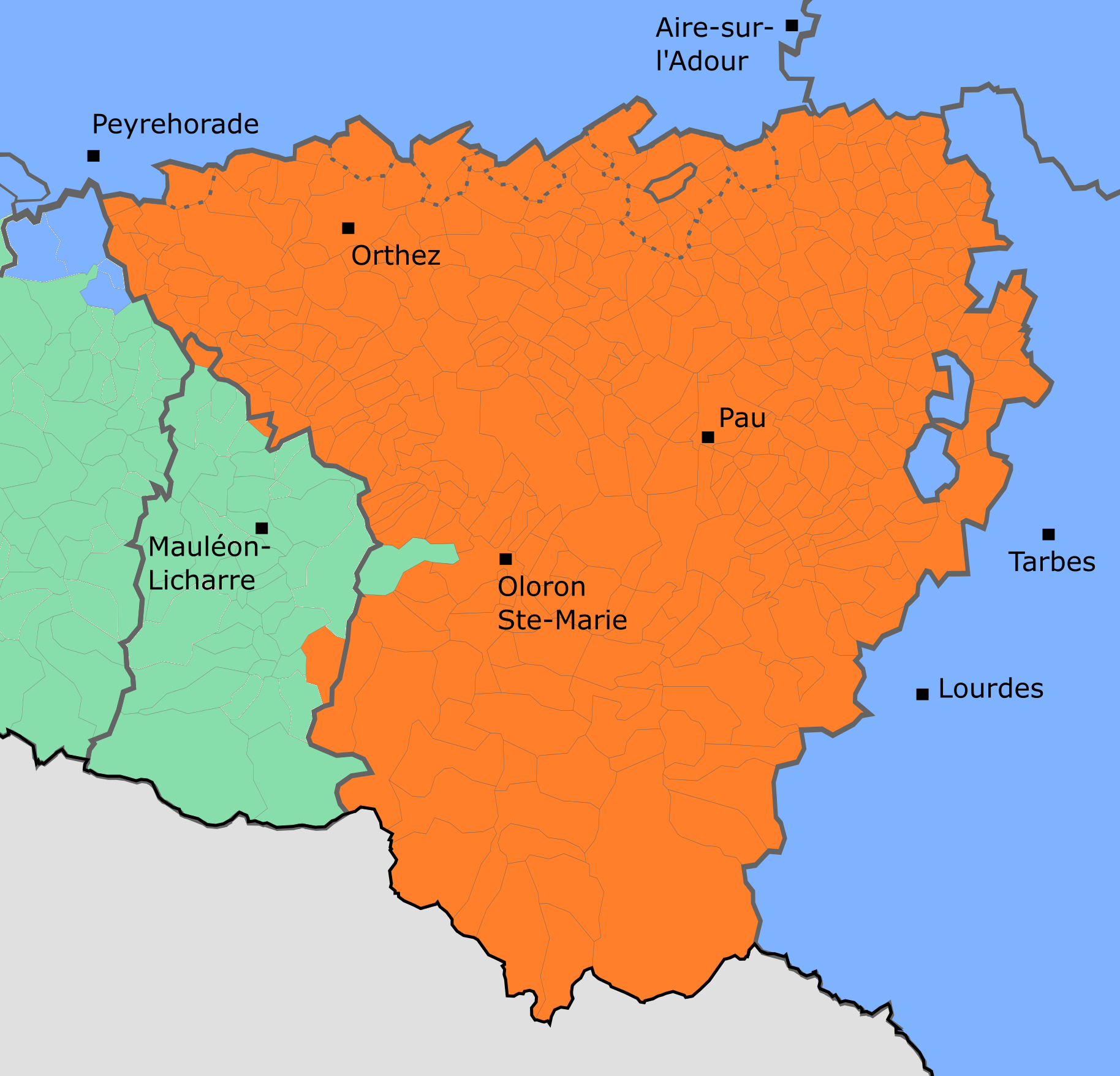
El área bearnofona

El origen de la noción de lengua bearnesa se basa únicamente en consideraciones políticas. A mediados del siglo XVI, Bearne defiende enérgicamente su soberanía, en un nacionalismo incuestionable. La lengua se convirtió en un elemento más de este particularismo bearnesa. Así, el área lingüística bearnesa y las fronteras políticas del bearnesa se unieron. 
El "Bearne histórico" se formó gradualmente en los siglos XI y XI con la adición de varios territorios al "Bearne primitivo". Bearne mantuvo sus fronteras intactas hasta la Revolución. Los municipios de Esquiule y Lichos constituyen dos casos especiales, siendo Esquiule un municipio de cultura vasca situado en Bearne y Lichos un municipio de cultura bearnesa en Soule.
Los municipios suletinos de Montory y Osserain-Rivareyte también se consideran de habla bearnesa. En la época de la Revolución, una veintena de municipios gascones se integraron en el recién creado departamento de los Bajos Pirineos. Todos estos municipios están ahora vinculados a los cantones bearneses y a los intermunicipios, por lo que están integrados en las fronteras del "Bearne moderno", por lo que el uso del término bearnesa puede aplicarse a estas nuevas zonas.
La práctica del bearneses en un marco institucional permitió la formación de una scripta bearnesa, que se utilizó fuera de Bearne en el siglo XIII al XV, en los territorios gascones (Bigorra y a veces Cominges) y vascos (Sola, Baja Navarra y Guipúzcoa).

### Variaciones locales
En el estado actual de los trabajos de los lingüistas, se pueden individualizar varias lenguas bearnesas. El del nornoroeste (Garlin, Arthez-de-Béarn, Orthez, Salies-de-Béarn, Salvatierra-de-Béarn), que se distingue de las otras lenguas bearnesas por la pronunciación de la -'a' final átona, pero también de la -e final átona, lo que la convierte en una zona de transición hacia el parlar negre.
El dialecto central de Pau se distingue por la desintegración -in de la tercera persona del plural de los verbos del segundo y tercer grupo, mientras que el habla oloroniana tiene la particularidad de utilizar una forma i ("y") donde las otras lenguas utilizan la e. El dialecto del Valle de Aspe y del Valle de Baretous es la lengua más original y se clasifica como gascón pirenaico, mientras que el del Valle de Ossau es la única lengua pirenaica que utiliza el artículo lo/lou, la en casi todos los municipios. Por último, una lengua del noreste (Vic-Bilh y Montanerés) utiliza una forma de aspiración antes de la consonante.

### Lenguaje silbado de Aas

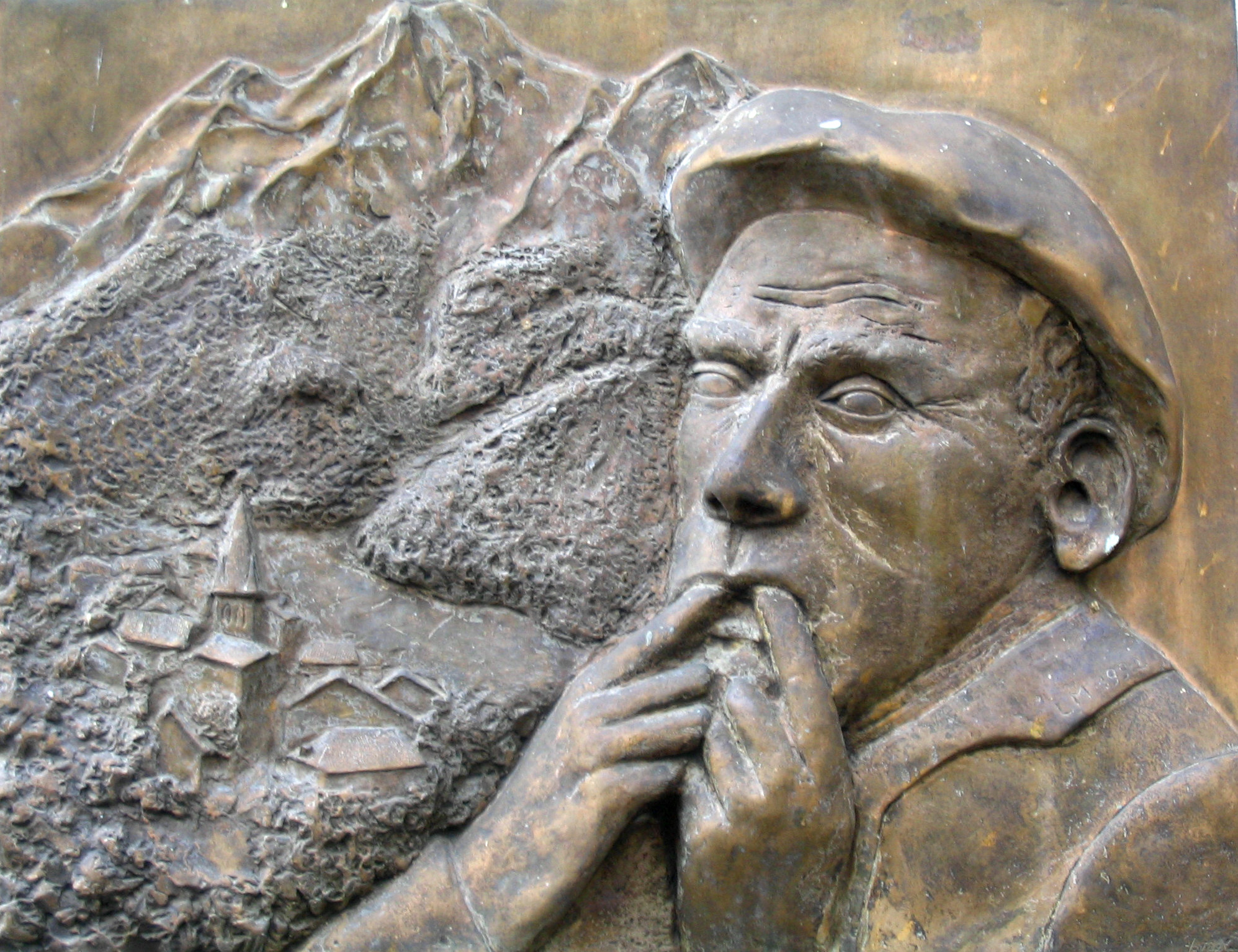
Placa conmemorativa de los silbadores de Aas

El pueblo del Valle de Ossau de Aas es conocido por su práctica ancestral del bearnés en lenguaje silbado, que se enseña en la Universidad de Pau y Pays de l'Adour.